# Arachnaleyrodes insignis
Arachnaleyrodes insignis es una especie de insecto hemíptero de la familia Aleyrodidae. Se distribuye en el Chad, África Central.
Esta especie fue descrita científicamente por primera vez por Bink-Moenen en 1983.